# Rajd Argentyny 2000
Rezultaty Rajdu Argentyny (20º Rally Argentina), eliminacji Rajdowych Mistrzostw Świata w 2000 roku, który odbył się w dniach 11-14 maja. Była to szósta runda czempionatu w tamtym roku i czwarta szutrowa, a także szósta w Production World Rally Championship. Bazą rajdu było miasto Córdoba. Zwycięzcami rajdu zostali Brytyjczycy Richard Burns i Robert Reid jadący Subaru Imprezą WRC. Wyprzedzili oni Finów Marcusa Grönholma i Timo Rautiainena w Peugeocie 206 WRC oraz Tommiego Mäkinena i Risto Mannisenmäkiego w Mitsubishi Lancerze Evo VI. Z kolei w Production WRC zwyciężyła urugwajsko-argentyńska załoga, Gustavo Trelles i Jorge del Buono w Mitsubishi Lancerze Evo VI.
Rajdu nie ukończyły cztery załogi fabryczne. Brytyjczyk Colin McRae w Fordzie Focusie WRC odpadł na 17. odcinku specjalnym na skutek awarii silnika. Jego partner z zespołu, Hiszpan Carlos Sainz, wycofał się z rajdu na 11. oesie na skutek awarii radiatora. Z rajdu odpadli również dwaj kierowcy Seata Córdoby WRC. Zarówno Francuz Didier Auriol, jak i Fin Toni Gardemeister, wycofali się na 6. oesie z powodu awarii sprzęgła w ich samochodach.

## Klasyfikacja ostateczna
| Miejsce                     | Zawodnik                  | Pilot                     | Samochód                     | Czas                      | Strata                    | Grupa                     | Punkty                    |
| WRC (pierwsza dziesiątka)   | WRC (pierwsza dziesiątka) | WRC (pierwsza dziesiątka) | WRC (pierwsza dziesiątka)    | WRC (pierwsza dziesiątka) | WRC (pierwsza dziesiątka) | WRC (pierwsza dziesiątka) | WRC (pierwsza dziesiątka) |
| --------------------------- | ------------------------- | ------------------------- | ---------------------------- | ------------------------- | ------------------------- | ------------------------- | ------------------------- |
| 1.                          | Richard Burns             | Robert Reid               | Subaru Impreza WRC           | 4:10:20.7                 |                           | A8 M                      | 10                        |
| 2.                          | Marcus Grönholm           | Timo Rautiainen           | Peugeot 206 WRC              | 4:11:28.1                 | +1:07.4                   | A8 M                      | 6                         |
| 3.                          | Tommi Mäkinen             | Risto Mannisenmäki        | Mitsubishi Lancer Evo VI     | 4:11:52.3                 | +1:31.6                   | A8 M                      | 4                         |
| 4.                          | Juha Kankkunen            | Juha Repo                 | Subaru Impreza WRC           | 4:12:43.5                 | +2:22.8                   | A8 M                      | 3                         |
| 5.                          | Freddy Loix               | Sven Smeets               | Mitsubishi Carisma GT Evo VI | 4:18:54.3                 | +8:33.6                   | A8 M                      | 2                         |
| 6.                          | Petter Solberg            | Phil Mills                | Ford Focus WRC               | 4:21:20.3                 | +10:59.6                  | A8                        | 1                         |
| 7.                          | Alister McRae             | David Senior              | Hyundai Accent WRC           | 4:23:38.5                 | +13:17.8                  | A8 M                      |                           |
| 8.                          | Kenneth Eriksson          | Staffan Parmander         | Hyundai Accent WRC           | 4:30:55.8                 | +20:35.1                  | A8 M                      |                           |
| 9.                          | Gustavo Trelles           | Jorge del Buono           | Mitsubishi Lancer Evo VI     | 4:32:00.2                 | +21:39.5                  | N4                        |                           |
| 10.                         | Gabriel Pozzo             | Rodolfo Ortíz             | Mitsubishi Lancer Evo VI     | 4:33:01.1                 | +22:40.4                  | N4                        |                           |
| PWRC (punktujący zawodnicy) |                           |                           |                              |                           |                           |                           |                           |
| 1. (9.)                     | Gustavo Trelles           | Jorge del Buono           | Mitsubishi Lancer Evo VI     | 4:32:00.2                 |                           | N4                        | 10                        |
| 2. (10.)                    | Gabriel Pozzo             | Rodolfo Ortíz             | Mitsubishi Lancer Evo VI     | 4:33:01.1                 | +1:00.9                   | N4                        | 6                         |
| 3. (12.)                    | Roberto Sánchez           | Ruben Garcia              | Mitsubishi Lancer Evo VI     | 4:37:16.7                 | +5:16.5                   | N4                        | 4                         |
| 4. (15.)                    | Ramón Ferreyros           | Gonzalo Sáenz             | Mitsubishi Lancer Evo VI     | 4:44:43.8                 | +12:43.6                  | N4                        | 3                         |
| 5. (17.)                    | Oscar Chiaramello         | Rubén Quiróz              | Mitsubishi Lancer Evo VI     | 4:51:24.8                 | +19:24.6                  | N4                        | 2                         |
| 6. (19.)                    | Sebastián Beltrán         | Gabriel Carranza          | Subaru Impreza WRX STi       | 4:58:37.4                 | +26:37.2                  | N4                        | 1                         |

1. ↑  Litera M przy oznaczeniu grupy do której należy samochód oznacza, iż tylko ci kierowcy zdobywali punkty dla swoich zespołów liczonych w klasyfikacji producentów na koniec sezonu.

## Zwycięzcy odcinków specjalnych
| Dzień       | Odcinek | G. rozp. | Nazwa                       | Długość  | Zwycięzca         | Czas    | Lider rajdu     |
| ----------- | ------- | -------- | --------------------------- | -------- | ----------------- | ------- | --------------- |
| 1 (11 maja) | SS1     | 19:00    | SSS Pro Racing – Lane A     | 3,44 km  | Richard Burns     | 2:29.1  | Richard Burns   |
| 1 (11 maja) | SS2     | 19:01    | SSS Pro Racing – Lane B     | 3,44 km  | Richard Burns     | 2:26.5  | Richard Burns   |
| 2 (12 maja) | SS3     | 09:03    | Capilla del Monte           | 23,02 km | Marcus Grönholm   | 17:37.2 | Marcus Grönholm |
| 2 (12 maja) | SS4     | 09:34    | San Marcos Sierra           | 9,61 km  | Richard Burns     | 6:41.3  | Marcus Grönholm |
| 2 (12 maja) | SS5     | 11:31    | Tanti                       | 16,00 km | odcinek anulowany | –       | Marcus Grönholm |
| 2 (12 maja) | SS6     | 12:24    | Villa Giardino              | 22,53 km | Carlos Sainz      | 16:16.0 | Marcus Grönholm |
| 2 (12 maja) | SS7     | 14:07    | La Cumbre                   | 23,46 km | Carlos Sainz      | 20:19.8 | Carlos Sainz    |
| 2 (12 maja) | SS8     | 15:10    | Colonia Caroya              | 3,40 km  | Marcus Grönholm   | 2:29.8  | Carlos Sainz    |
| 2 (12 maja) | SS9     | 15:58    | Ascochinga                  | 28,83 km | Carlos Sainz      | 19:06.1 | Carlos Sainz    |
| 3 (13 maja) | SS10    | 09:16    | Santa Rosa de Calamuchita 1 | 26,10 km | Richard Burns     | 15:24.9 | Marcus Grönholm |
| 3 (13 maja) | SS11    | 10:01    | San Agustin                 | 12,46 km | Colin McRae       | 9:47.9  | Marcus Grönholm |
| 3 (13 maja) | SS12    | 11:26    | Amboy 1                     | 21,48 km | Richard Burns     | 11:19.1 | Marcus Grönholm |
| 3 (13 maja) | SS13    | 12:45    | Santa Rosa de Calamuchita 2 | 26,10 km | Richard Burns     | 15:29.1 | Marcus Grönholm |
| 3 (13 maja) | SS14    | 13:28    | Las Baadas                  | 18,67 km | Richard Burns     | 10:04.3 | Marcus Grönholm |
| 3 (13 maja) | SS15    | 14:49    | Amboy 2                     | 18,34 km | Richard Burns     | 11:14.4 | Richard Burns   |
| 3 (13 maja) | SS16    | 16:00    | Camping General San Martin  | 5,05 km  | Richard Burns     | 4:13.0  | Richard Burns   |
| 4 (14 maja) | SS17    | 09:09    | Chamico                     | 24,60 km | Richard Burns     | 18:06.4 | Richard Burns   |
| 4 (14 maja) | SS18    | 09:51    | El Mirador 1                | 20,65 km | Richard Burns     | 12:02.1 | Richard Burns   |
| 4 (14 maja) | SS19    | 10:50    | Cura Brochero               | 18,71 km | Richard Burns     | 9:44.7  | Richard Burns   |
| 4 (14 maja) | SS20    | 11:58    | La Posta                    | 19,04 km | Marcus Grönholm   | 16:45.7 | Richard Burns   |
| 4 (14 maja) | SS21    | 13:46    | El Mirador 2                | 20,65 km | Tommi Mäkinen     | 12:12.0 | Richard Burns   |
| 4 (14 maja) | SS22    | 15:04    | El Condor                   | 16,77 km | Richard Burns     | 15:12.6 | Richard Burns   |

## Klasyfikacja po 6 rundach
Tabele przedstawiają tylko pięć pierwszych miejsc.

### Kierowcy
| Lp. | Kierowca        | Pkt |
| --- | --------------- | --- |
| 1   | Richard Burns   | 38  |
| 2   | Marcus Grönholm | 24  |
| 3   | Tommi Mäkinen   | 23  |
| 4   | Carlos Sainz    | 17  |
| 5   | Colin McRae     | 14  |

### Producenci
| Lp. | Producent                    | Pkt |
| --- | ---------------------------- | --- |
| 1   | Subaru World Rally Team      | 54  |
| 2   | Ford Martini                 | 31  |
| 3   | Peugeot Esso                 | 29  |
| 4   | Marlboro Mitsubishi Ralliart | 29  |
| 5   | SEAT Sport                   | 7   |